# Saints of Los Angeles
Saints of Los Angeles je deváté a poslední studiové album americké rockové skupiny Mötley Crüe. Toto album je od roku 1994 první které skupina nahrála v původní sestavě. Album bylo velice úspěšné a jen v prvním týdnu po vydání se prodalo asi 100 000 kopií.[zdroj?]

## Seznam skladeb
| Pořadí         | Název                    | Autor                                                     | Délka |
| -------------- | ------------------------ | --------------------------------------------------------- | ----- |
| 1.             | L.A.M.F.                 | Nikki Sixx / James Michael / DJ Ashba / Marti Frederiksen | 1:23  |
| 2.             | Face Down in the Dirt    | Sixx / Michael / Ashba / Frederiksen                      | 3:44  |
| 3.             | What's It Gonna Take     | Sixx / Michael / Ashba / Frederiksen                      | 3:45  |
| 4.             | Down at the Whisky       | Sixx / Michael / Ashba / Frederiksen                      | 3:50  |
| 5.             | Saints of Los Angeles    | Sixx / Michael / Ashba / Frederiksen                      | 3:40  |
| 6.             | Mutherfucker of the Year | Sixx / Mick Mars / Michael / Ashba / Frederiksen          | 3:55  |
| 7.             | The Animal in Me         | Sixx, Mars, Michael, Ashba, Frederiksen                   | 4:16  |
| 8.             | Welcome to the Machine   | Sixx / Michael / Ashba / Frederiksen                      | 3:00  |
| 9.             | Just Another Psycho      | Sixx, Mars, Michael, Ashba, Frederiksen                   | 3:36  |
| 10.            | Chicks = Trouble         | Sixx, Mars, Michael, Ashba, Frederiksen                   | 3:13  |
| 11.            | This Ain't a Love Song   | Sixx / Mars / Tommy Lee / Michael / Frederiksen           | 3:25  |
| 12.            | White Trash Circus       | Sixx, Mars, Michael, Ashba, Frederiksen                   | 2:51  |
| 13.            | Goin' Out Swingin        | Sixx / Michael / Ashba / Frederiksen                      | 3:27  |
| Celková délka: | Celková délka:           | Celková délka:                                            | 44:03 |

## Obsazení
- Vince Neil – zpěv
- Mick Mars – kytara
- Nikki Sixx – basová kytara
- Tommy Lee – bicí, piano